# Fufius antillensis
Espèce
Synonymes
- Brachythele antillensis F. O. Pickard-Cambridge, 1899

Fufius antillensis est une espèce d'araignées mygalomorphes de la famille des Rhytidicolidae.

## Distribution
Cette espèce est endémique de la Trinité à Trinité-et-Tobago.

## Description
La femelle holotype mesure 16 mm.

## Systématique et taxinomie
Cette espèce a été décrite sous le protonyme Brachythele antillensis par F. O. Pickard-Cambridge en 1899. Elle est placée dans le genre Fufius par Raven en 1985.

## Étymologie
Son nom d'espèce, composé de antill[es] et du suffixe latin -ensis, « qui vit dans, qui habite », lui a été donné en référence au lieu de sa découverte, les Antilles.

## Publication originale
- F. O. Pickard-Cambridge, 1899 : « On new species of spiders from Trinidad, West Indies. » Proceedings of the Zoological Society of London, vol. 1898, no 4, p. 890-900 (texte intégral).